# مرشت
مرشت هي قرية في مقاطعة كوثر، إيران. يقدر عدد سكانها بـ 263 نسمة بحسب إحصاء 2016.